# Kwas mezoksalowy
Kwas mezoksalowy – organiczny związek chemiczny z grupy dikarboksylowych ketokwasów.